# Sly Stone
Sly Stone (15. března 1943 Denton, Texas, USA – 9. června 2025 Los Angeles, Kalifornie) byl americký hudebník-multiinstrumentalista, hudební skladatel, producent a zpěvák. Byl jedním ze zakládající členů skupiny Sly & the Family Stone.
Zemřel 9. června 2025 ve svém domě v Granada Hills v Los Angeles. Rodina uvedla, že delší dobu trpěl chronickou bronchitidou.

## Diskografie

### Sólová diskografie
- 1975: High on You
- 2011: I'm Back - Friends & Family